# Rosarte Choir
Rosarte Choir je jedním z nejdůležitějších řeckých sborů, neboť je dětským pěveckým sborem města Athény a sboru řecké rozhlasové společnosti. Sbor patří k hudebním tělesům Athén od února 2008.
Popularita sboru vzrostla, když se zúčastnil zahajovacího ceremoniálu speciálních olympijských her 2011, kde uskutečnil národní hymnu Řecka.
Rosarte se stala nezávislým v roce 2008 se 240 členy ve věku 6 až 19 let.

## Učitelé
- Rosie Masstrovava (Maestro)[4][5]
- Olga Alexopoulou (profesorka hlasu)[6]
- Jenny Sulkouki (pianistka)[7]
- Myrto Akribo (pianistka)[8][9]
- Mariza Vamvoulis (profesorka hlasu)[10][11]
- Maria Lampidoni (profesorka hlasu)[12]
- Rea Karageorgiou (pedagožka / psychoterapeutka)[13]